# Kathrin Lang (Biochemikerin)
Kathrin Lang (* 1979 in Bozen) ist eine italienische Biochemikerin und ordentliche Professorin für Chemische Biologie an der ETH Zürich, Schweiz. Kathrin Lang forscht auf dem interdisziplinären Gebiet der chemischen Biologie mit der Zielsetzung, neue Methoden zur Erforschung biologischer Fragestellungen zu entwickeln. Ihre wissenschaftlichen Schwerpunkte liegen in der gezielten chemischen Synthese modifizierter Biomoleküle (Aminosäuren, Proteine, Nukleotide und Oligonukleotide) und deren anschliessender Anwendung in In-vitro- und In-vivo-Systemen, um komplexe zelluläre Prozesse zu erforschen und zu manipulieren.

## Werdegang und Forschung
Hauptquelle: eigener Lebenslauf
Lang studierte Chemie an der Universität Innsbruck und promovierte dort im Jahr 2008 in chemisch modifizierter Ribonukleinsäure (RNA), um die Katalyse von Ribosomen und die Faltung von Riboschaltern zu untersuchen.
Nach der Dissertation forschte Kathrin Lang in der Gruppe von Venki Ramakrishnan zur Ribosomenkristallographie und im Labor von Jason Chin zur synthetischen Biologie am MRC-LMB in Cambridge, England.
Kathrin Lang wurde im Jahr 2014 zur Rudolf-Mössbauer-Tenure-Track-Professorin an der Technischen Universität München, Deutschland, ernannt. Dort wurde sie im Jahr 2020 zur ständigen W3-Professorin für Synthetische Biochemie.
Seit April 2021 ist Kathrin Lang ordentliche Professorin für Chemische Biologie an der ETH Zürich, Schweiz.
Kathrin Langs allgemeine Forschungsinteressen liegen im interdisziplinären Bereich zwischen Chemie und Biologie. Sie wendet Konzepte aus der organischen Chemie an, um neue Werkzeuge zur Untersuchung und Kontrollen biologischer Systeme zu entwickeln. Ihre Forschungsgruppe befasst sich insbesondere mit der Ermöglichung und Weiterentwicklung von Ansätzen zur Erweiterung des genetischen Codes und mit der Entwicklung neuer In-vivo-Chemie, die physiologischen Bedingungen gerecht wird. Diese Kombination ist ideal geeignet, um ungelöste Probleme bei der Untersuchung und Manipulation biologischer Prozesse mit einem neuen Mass an räumlicher, zeitlicher und molekularer Präzision anzugehen.

## Ausgewählte Auszeichnungen und Ehrungen
Quelle: eigener Lebenslauf
- 06/2009 DSM science and technology award (South), honourable mention for outstanding and innovative PhD research, Vitznau, Schweiz
- 06/2009 Georg and Christine Sosnovsky award für outstanding PhD thesis, Innsbruck, Österreich
- 10/2009 Karl Schlögl Award für outstanding PhD thesis, Austrian Academy of Sciences, Wien, Österreich
- 04/2009 – 05/2013 MRC – Career Development Fellowship für Postdoctoral Studies, MRC LMB
- 04/2010 Young Investigator Award des Zonta Club Bolzano/Bozen, Italien
- 07/2012 MRC Centenary Early Career Award, MRC LMB, Cambridge, UK
- 11/2012 Anton Paar Science Award der Oesterreichische Chemie Gesellschaft (GÖCH), Wien, Österreich
- 11/2015 Thieme Chemistry Award
- 05/2016 JSP Fellowship – Bürgenstock Conference 2016
- 07/2018 FEBS Anniversary Award 2018 (Federation of European Biochemical Societies
- 10/2018 Nominiertes Mitglied des Max Bergmann Kreis)
- 06/2019 Rising star lecture am 8th Chemical Protein Synthesis Meeting, Berlin, Deutschland
- 07/2019 Otto Meyerhof Award der Deutschen Gesellschaft für Biochemie und Molekularbiologie, GBM
- 12/2019 Arnold Sommerfeld Award der Bavarian Academy of Sciences
- 04/2020 Miklós Bodanszky Award der European Peptide Society
- 12/2020 ERC Consolidator grant